# Джонс, Кейси (музыкант)
Кейси Джонс (англ. Casey Jones; 26 июля 1939, Нитта-Юма, Миссисипи, США — 3 мая 2017, Чикаго, Иллинойс, США) — американский блюзовый барабанщик, певец и автор песен. Номинант Blues Music Awards в номинации «Песня года» (1989). 

## Биография
Кейси Джонс родился в Нитта-Юме, местности вдоль шоссе Route 61 в Миссисипи в 1939 году, рос в Гринвилле, Миссисипи. В детстве он играл на барабанах в группе Coleman High School. В 1956 году переехал к сестре в Чикаго, которая купила ему первую ударную установку, и в том же году он начал выступать в составе группы Otis Luke & the Rhythm Bombers, получая 5 долларов за выступление. В 1959 году, ввиду временного отсутствия певца в группе, он был вынужден начать петь, что у него тоже получилось.
С начала 1960 и до середины 1980-х работал сессионным барабанщиком как на записи, так и во время выступлений со многими звёздами блюза: Мадди Уотерсом, Хаулином Вулфом, Лонни Бруксом, Эрлом Хукером, Мэджиком Сэмом, Эй Си Ридом, Отисом Рашем, Джонни Винтером, Робертом Креем. Также периодически подрабатывал водителем автобуса. С 1978 года он в течение более чем шести лет работал с Альбертом Коллинзом в его группе The Icebreakers: «Его безупречный хронометраж заводил группу в течение шести с половиной лет, и он играл в первых шести альбомах Коллинза». После того, как он ушёл от Коллинза, Джонс сконцентрировался на сольной карьере, играх и пел с собственной группой. В 1989 году его сингл «Mr. Blues»/«(Tribute To The) Boogie Men» номинировался на звание песни года Blues Music Awards. Всего Кейси Джонс в конце 1980 и первой половине 1990-х выпустил пять сольных альбомов, четыре из них на собственном лейбле Airwax Records и ещё один альбом записал в 2011 году. 
Кейси Джонс играл в шести альбомах выпущенных на Alligator Records, которые были номинированы на Грэмми, в том числе в альбоме-победителе Грэмми 1985 года Showdown, «блюзовом саммите» с участием Альбертом Коллинза, Роберта Крея и Джонни Коупленда.
3 мая 2017 года умер от рака предстательной железы, оставив после себя жену Бернис (в браке с 1961 года) и троих детей.
Брюс Иглауэр, основатель чикагской компании Alligator Records, назвал Джонса «одним из величайших блюзовых барабанщиков своего поколения».
«Джонс сочетал непоколебимый ритм дельта-блюза с извилистыми волнами ритма фанка 70-х. Его игра на бас-барабане отличалась влиянием современного фанка, в то время как его руки играли более традиционно. Он улучшал каждую песню, которую играл и он был превосходным певцом R&B. Он был уникальным мастером чикагского шаффла — стиля с драйвовым галопирующим битом»
«У Кейси Джонса один из тех универсальных голосов, который позволяет ему петь практически в любом стиле музыки и делать это хорошо, особенно R&B и блюз» .

## Дискография
- 1983: Still Kickin (Airwax Records)
- 1987: Solid Blue (Rooster Blues Records)
- 1990: The Chi-Town Boogie Man (Airwax Records)
- 1993: The Crowd Pleaser (Airwax Records)
- 1995: I-94 On My Way to Chicago (Airwax Records)
- 2011:  Meet me at the Junction (Airwax Records)